# Isefjorden
Isefjord er en ca. 35 km lang og 305 km² stor tærskelfjord, hvilket betyder, at den indre del er betydeligt dybere end den ydre del. Fjorden ligger i Nordvestsjælland, og har sit udløb i Kattegat mellem Hundested og Rørvig.
Dele af Isefjord har selvstændige navne. Det drejer sig – gående mod uret fra nordvest – om:
- Nykøbing Bugt ved Nykøbing Sjælland,
- Sidinge Fjord, (som blev inddæmmet i 1841), ved Vig,
- Lammefjorden,
- Holbæk Fjord ved Holbæk,
- Tempelkrogen og
- Jægerspris Bugt nær Jægerspris syd for Roskilde Fjords udmunding i Isefjorden.

Betegnelsen "Isefjorden" bruges også af og til fejlagtigt[kilde mangler] om både Isefjord og Roskilde Fjord.
Fjorden er i gennemsnit 5-7 meter dyb med en største dybde på 17 meter på vestsiden af Orø. Saltindholdet ligger mellem 1,6% og 2,2%.

## Lammefjorden
Lammefjorden er betegnelsen for den nordligste af de to vestlige fjordarme af Isefjord. Det meste af Lammefjorden blev inddæmmet i begyndelsen af 1900-tallet, og er nu landbrugsland.

## Holbæk Fjord
Holbæk Fjord er betegnelsen for den sydvestlige udgrening af Isefjord. Holbæk Fjord strækker sig over godt 7 kilometer og adskiller købstaden Holbæk fra Tuse Næs.
Tidligere blev der drevet færgefart mellem Holbæk og Hørby over Holbæk Fjord.

## Inderbredning og Tempelkrogen
Den sydligste del af Isefjord kaldes mod nord for Inderbredning og på det snævreste, sydligste sted Tempelkrogen. Tempelkrogen strækker sig over i alt cirka 5 kilometer, og tager sit udgangspunkt ved Arnakke mellem Holbæk og Tølløse.
Over Tempelkrogen blev der ligeledes tidligere drevet færgefart, men denne er siden 1951 erstattet af Munkholmbroen.
Inderbredning omfatter farvandet mellem Munkholmbroen og Orø.

## Fjordens vandkvalitet
Der optræder undertiden iltsvind i fjorden forårsaget af indtrængen af mere saltholdigt vand fra Kattegat. Det saltede vand synker ned på fjordens bund, som følge af, at fordampningen er større end ferskvandstilførslen, og skaber en lagdeling mellem top- og bundvand. Iltsvindet har gennem årene adskillige gange gjort et voldsomt indhug i bestanden af bunddyr som krabber, muslinger med flere.
Der udledes næringssalte til fjorden, først og fremmest fra de omkringliggende landbrug. Kvælstofudledningen har gennem de seneste 15-20 år været let faldende, mens fosfatudledningen er aftaget betydeligt, hvilket har forøget fjordens bestand af dyr og planter en smule. Dog er bunddyrsfaunaen stadig alvorligt påvirket af iltsvind.